# Leftéris Lýratzis
Elefthérios « Leftéris » Lýratzis (grec moderne : Ελευθέριος «Λευτέρης» Λύρατζης), né le 22 février 2000 à Kavala en Grèce, est un footballeur international grec qui évolue au poste d'arrière droit au Panserraikos FC en prêt du PAOK Salonique.

## Biographie

### En club
Leftéris Lýratzis est formé par le club du PAOK Salonique. Il intègre le groupe professionnel lors de la saison 2018-2019. Il joue son premier match en professionnel le 20 décembre 2018 en coupe de Grèce face à l'Aittitos Spata (en). Il entre en jeu lors de cette partie remportée largement par son équipe (0-6). Grand espoir du club, il signe un nouveau contrat le 30 décembre 2018, prolongeant son contrat de trois ans et demi. Le 19 janvier 2019 il participe à sa première rencontre de championnat lors de la victoire face au Paniónios GSS (3-0). Il glane le premier titre de sa carrière lors de cette saison 2018-2019, le PAOK étant sacré champion de Grèce.
Le 28 juin 2019 est annoncé le prêt de Lýratzis pour la saison 2019-2020 au Volos FC.
Le 18 janvier 2024, Leftéris Lýratzis est prêté jusqu'à la fin de la saison à l'Asteras Tripolis.

### En sélection nationale
Leftéris Lýratzis fête sa première sélection avec l'équipe de Grèce espoirs, face à la Géorgie, le 6 juin 2019. Il entre en jeu en cours de match et son équipe remporte la partie ce jour-là sur le score de trois buts à zéro.
Leftéris Lýratzis honore sa première sélection avec l'équipe nationale de Grèce le 28 mars 2022, lors d'un match amical face au Monténégro. Il est titularisé et son équipe s'incline par un but à zéro.

## Palmarès
PAOK Salonique
- Champion de Grèce en 2018-2019.
- Vainqueur de la Coupe de Grèce en 2018-2019.